# Raising Helen
Raising Helen is een Amerikaanse speelfilm uit 2004 onder regie van Garry Marshall.

## Verhaal
In de film draait het om Helen (Kate Hudson), een jonge vrouw die de assistente is van de directeur van een modellenbureau. Haar wereld komt op zijn kop te staan als haar zus en zwager omkomen bij een auto-ongeluk. Helen blijft achter met hun drie kinderen. Ze woont in New York, en vanwege de kinderen heeft ze besloten te gaan verhuizen naar het grote huis waar de kinderen zijn opgegroeid. Maar met het geld komt het niet uit en Helens zus kan ook niet helpen met de hypotheek. Ze besluit een appartement te gaan huren in New York, samen met de drie kinderen gaat ze in een tweeslaapkamerappartement wonen. Al snel beginnen de problemen zich op te stapelen.

## Rolverdeling
- Kate Hudson - Helen Harris
- Hayden Panettiere - Audrey Davis
- Spencer Breslin - Henry Davis
- Abigail Breslin - Sarah Davis
- John Corbett - Pastoor Dan Parker
- Joan Cusack - Jenny Portman
- Helen Mirren - Dominique
- Felicity Huffman - Lindsay Davis
- Sean O'Bryan - Paul Davis
- Amber Valletta - Martina
- Sakina Jaffrey - Nilma Prasad
- Paris Hilton - Amber
- Héctor Elizondo - Mickey Massey
- Sandra Taylor - Lacey

## Citaten
- Pastoor Dan Parker: "I'm a sexy man of God, and I know it."
- Ed Portman: "Maybe it's a celebrity, coming to knit with you!"
- Jenny Portman: "If you ever so much as blink in her direction again, I can and will bury you so far in the ground that the heat from the earth's core will incinerate your sorry ass!"